# 臺北市立北安國民中學
臺北市立北安國民中學（英文譯名：Bei'an Junior High School，簡寫為BJHS，簡稱北安國中）位於臺北市中山區明水路，鄰近大直高中、中華民國國防部、軍眷官舍、捷運大直站。

## 校史沿革
民國56年（1967年）11月首任校長羅大姒女士，於台北市華陰街籌備創校，民國57年（1968年）7月暫時借用中山國小辦理第一屆新生報到，計九百四十八人共十九班，9月1日校舍工程落成啟用，遷返位於台北市中山區明水路325號現址，校名「台北市立北安女子國民中學」。

## 歷任校長
| 屆別 | 姓名   | 任職時間                |
| ---- | ------ | ----------------------- |
| 2    | 徐淑靜 | 民國61年（1972年）八月  |
| 3    | 陳正邦 | 民國67年（1978年）八月  |
| 4    | 王學品 | 民國77年（1988年）八月  |
| 5    | 張祥先 | 民國81年（1992年）八月  |
| 6    | 黃鴻章 | 民國86年（1997年）八月  |
| 7    | 吳菜霞 | 民國92年（2003年）八月  |
| 8    | 潘孝桂 | 民國100年（2011年）八月 |
| 9    | 葉瑞煜 | 民國105年（2016年）八月 |
| 現任 | 陳玫良 | 民國108年(2019年) 八月  |

參閱

### 行政組織架構
核定總班級數20班，教師預算員額數52人，職員工人數18人(含校長、專任運動教練、職員、約僱人員、校警、職工)，總計70人，下設3處3室1補校。

## 校友

### 政治界
- 蔡英文：中華民國首位民選女總統[3]
- 雷倩：中華民國婦女聯合會主任委員，前立法委員

### 媒體界
- 謝安安：華視主播，第24屆

### 演藝界
- 江祖平：演員，10班，與林韋君、洪小鈴同屆不同班[4]
- 林韋君：演員，8班，與江祖平、洪小鈴同屆不同班[4][5]
- 洪小鈴：演員，9班，與江祖平、林韋君同屆不同班[4][5]
- 天心：演員（舞蹈班畢業）[6]
- 徐華鳳：演員（舞蹈班畢業）[7]
- 楊丞琳：歌手（舞蹈班畢業）[8]
- 方芳芳：主持人、演員
- 陳詩穎：童星、演員
- 曹晏豪：演員（舞蹈班畢業）
- 洪暐哲：歌手、演員（舞蹈班畢業）
- 徐彭臒：創作歌手、男團FEniX成員（體育班畢業）

### 體育界
- 鄧宇成：體育選手

## 外部連結
- 臺北市立北安國民中學網站 （页面存档备份，存于）